# Aubertoperla
Aubertoperla is een geslacht van steenvliegen uit de familie Gripopterygidae. De wetenschappelijke naam van het geslacht is voor het eerst geldig gepubliceerd in 1963 door Illies.

## Soorten
Aubertoperla omvat de volgende soorten:
- Aubertoperla illiesi (Froehlich, 1960)
- Aubertoperla kuscheli Illies, 1963